# Jason Y. Ng
Jason Y. Ng (nascut l'any 1970 a Hong Kong) és activista social, advocat i escriptor qui va viure a Itàlia, EUA, Canadà i després va retornar a Hong Kong el 2005. Ng es va llicenciar a finances a la Wharton School de la Universitat de Pennsilvània i va estudiar un magíster d'administració d'empreses a la Universitat de Toronto. És membre de l'associació d'advocats voluntaris de Nova York i de l'associació d'advocats voluntaris de Massachusetts. Ng és autor de tres llibres que descriuen el desenvolupament post-colonial de Hong Kong ː Hong Kong State of Mind (2010), No City for Slow Men (2013) i Umbrellas in Bloom (2016). També va coeditar Hong Kong 20/20 (2017) i Hong Kong Noir (2019).